# Gyallay-Pap Zsigmond
Gyallay-Pap Zsigmond (Torda, 1909. június 7. – Englewood, New Jersey, 1975. május 1.) erdélyi magyar újságíró. Gyallay Pap Domokos fia.

## Életútja
Középiskolát a kolozsvári Unitárius Kollégiumban és a besztercei német tannyelvű Evangélikus Gimnáziumban végzett (1927), a kolozsvári egyetemen jogot hallgatott, majd újságíró lett. Már diákévei alatt munkatársa volt a kolozsvári Juventus című diáklapnak.
1930-as évek elejétől az Erdélyi Fiatalok munkatársa, a lap „Hogyan tanulmányozzam a falu életét?” c. pályázatán díjat nyert. Dolgozata kibővítve A nép és az intelligencia címmel (Kolozsvár, 1931) az Erdélyi Fiatalok Falu-füzetei sorozat 1. számaként jelent meg; tárgyilagosan mutatja be a kisebbségi magyar értelmiségiek és a nép kapcsolatát, s javaslatot tesz falu és város kölcsönös megismerésére. A munkát egy új nézeteket valló demokratikus nemzedék első megnyilatkozásaként üdvözölték. 1931–32-ben az Erdélyi Fiatalok faluszemináriumának egyik előadója. Mint a Kévekötés munkatársa Áron levelei c. alatt a városra került falusi fiatalok helyzetével foglalkozott. 1937–38-ban tett dániai tanulmányútjáról a Magyar Népben számolt be. Az 1940-es években finn feleségével Helsinkibe költözött.